# Protandrena trifoliata
Protandrena trifoliata är en biart som först beskrevs av Cockerell 1896.  Protandrena trifoliata ingår i släktet Protandrena och familjen grävbin. Inga underarter finns listade i Catalogue of Life.